# Jean-Pierre Heynderickx
Jean-Pierre Heynderickx (Gent, 5 mei 1965) is een Belgisch voormalig wielrenner, beroeps van 1987 tot en met 1998. Na zijn profcarrière werd hij ploegleider bij Vlaanderen 2002. Vanaf 2011-2014 voerde hij dezelfde functie uit bij Lotto-Belisol waarna hij vertrok naar MTN Qhubeka en diens opvolger Team Dimension Data en vanaf 1 januari 2020 bij BORA-hansgrohe.

## Belangrijkste overwinningen
1984
- Nationaal kampioen ploegkoers (junioren)

1987
- Deinze
- Vilvoorde

1988
- 1e etappe Tour d'Armorique

1989
- 22e etappe Ronde van Spanje
- Beernem

1990
- Zarragosa Sabinanigo
- Getxo

1991
- Bredene
- Moorsele

1992
- Zomergem-Adinkerke
- 1e in klassement Sportmagazine Made in Belgium (klassement over alle Belgische wedstrijden )

1993
- GP Dr. Eugeen Roggeman - Stekene

1994
- 5e etappe Ster van Bessèges
- Buggenhout

1995
- Clásica de Almería
- 2e etappe Ronde van China
- GP Mere
- Izegem Koers
- GP Dr. Eugeen Roggeman – Stekene

1997
- Lorett del Mar

1998
- Heusden

## Resultaten in voornaamste wedstrijden
| Jaar | Ronde van Italië | Ronde van Frankrijk | Ronde van Spanje |
| ---- | ---------------- | ------------------- | ---------------- |
| 1988 |                  | 148e                |                  |
| 1989 |                  |                     | 124e (1)         |
| 1990 |                  | opgave              | opgave           |
| 1992 |                  |                     | opgave           |
| 1993 |                  |                     |                  |
| 1994 |                  |                     |                  |
| 1995 |                  |                     |                  |
| 1996 |                  |                     |                  |

| Jaar | Gent-Wevelgem | Ronde van Vlaanderen | Parijs-Roubaix | Parijs-Tours | Parijs-Brussel | Kuurne-Brussel-Kuurne |
| ---- | ------------- | -------------------- | -------------- | ------------ | -------------- | --------------------- |
| 1988 |               |                      |                | 9e           | 40e            | 4e                    |
| 1989 |               |                      |                |              |                | 4e                    |
| 1990 |               |                      |                |              |                |                       |
| 1992 | 15e           |                      |                |              |                |                       |
| 1993 | 13e           | 55e                  |                | 8e           | 7e             |                       |
| 1994 |               | 55e                  | 27e            |              |                |                       |
| 1995 |               |                      |                | 36e          | 15e            |                       |
| 1996 |               |                      |                | 106e         | 17e            |                       |

Wielerploegen van Jean-Pierre Heynderickx
Boulanger · 
Ceci · 
Clark (tot 28/02) · 
Dalgal · 
De Wilde · 
Haghedooren ·
Heynderickx ·
Ilegems · 
Kools ·   
Kuiper ·
Lilholt ·
Mertens ·
Messelis · 
Meuwissen ·
Nevens ·
Peeters · 
Pirard · 
Schurgers (tot 15/02) · 
Tourné · 
Van Ende · 
Van Oyen ·
Van Slycke · 
Vanhaerens ·
Verleyen ·
Wijnant · 
Wijnants
Ceci · 
Chevallier ·
De Wilde · 
D'Hont · 
Diehl · 
Frison · 
Gaigne · 
Haghedooren ·
Harmeling ·   
Heynderickx ·
Holm ·
Ilegems · 
Leblanc ·
Lilholt ·
Mertens ·
Messelis (tot 15/07) · 
Meuwissen (tot 30/04) ·
Nevens ·
Patry · 
Peeters · 
Pirard · 
Roosen · 
M. Seynaeve · 
S. Seynaeve · 
Thevenin ·
Van Slycke · 
Virvaleix ·
Wijnant
Beelen ·  
Biets · 
Botteldoorn ·
Bouillon ·
Coppens ·
Dauwe ·  
De Muynck ·   
Desbiens ·
Dexters ·
Eeckhout ·
Evenepoel ·
Haghedooren ·
Heynderickx ·
Huygens ·
In 't Ven ·
Lacressonnière · 
Lapage ·
Melsen · 
Pattyn · 
Peers · 
Strouken · 
Verbeken ·
Wampers · 
Willems ·
Windels · 
Wynants · 
Corvers (stagiair) ·
Thijs (stagiair)
Biets · 
Bouillon ·
Coppens ·
Corvers ·
Dauwe ·  
De Muynck ·   
Dexters ·
Eeckhout ·
Enthoven ·
Evenepoel ·
Feys ·
Goessens ·
Haghedooren ·
Heynderickx ·
In 't Ven · 
Lapage ·
Lodge ·
Nottebart ·  
Peers · 
Redant ·
Stumpf · 
Thijs · 
Van Brabant · 
Van Itterbeeck ·
Verbeken ·
Verstrepen · 
Willems
van Aert ·
van den Akker ·
Biets · 
Coppens ·
Corvers ·
De Clercq ·   
De Wilde ·  
Eeckhout ·
Evenepoel (tot 30/06) ·
Fleischer ·
Haghedooren ·
Heynderickx ·
Lapage ·
Moermans · 
Peers · 
Piątek · 
van der Poel ·
Streel ·
Szostek · 
Thijs · 
Van Lancker · 
Van Itterbeeck ·
Van Slycke ·
Veenstra ·
Verbeken ·
Verstrepen · 
Francois (stagiair) · 
Vandaele (stagiair)
den Braber ·  
De Clercq ·   
Desmet ·  
Eeckhout ·
Fleischer ·
Heynderickx ·
Høj · 
Huybrechts · 
Janssens ·
Moermans · 
Nulens ·
Omloop ·
Peers · 
Piątek ·
Planckaert ·
van der Poel ·
Theunisse · 
Van Aken ·
Vandromme ·
Vanhaecke ·
E. Van Lancker ·
K. Van Lancker · 
Van Luchem (tot 28/02) · 
Van Roosbroeck ·
Verbeken ·
Zemke
Bäckstedt ·
Bouvard (tot 30/06) ·
den Braber ·  
Capiot ·
Carbajal ·
Daelman ·
E. De Clercq ·  
P. De Clercq ·
Deschuytter ·
Desmet ·  
Eeckhout ·
Heynderickx · 
Høj · 
Janssens (tot 28/02) ·
Konings ·
Lenaers ·
Medan ·
Mulders ·
Omloop ·
Peers · 
Salmon ·
Van Lancker ·
Vanconingsloo (tot 15/03) · 
Verdonck · 
De Neef (stagiair) · 
Hammond (stagiair)